# María José Ramírez
María José Ramírez (nacida como María José Ramírez Herrera, el 23 de julio de 1982 en la Ciudad de México) es una escritora y artista mexicana. Es autora de obras de ficción como la guía de viajes Tutún (Conaculta / Fonca / Oink, 2014) y la novela Genética de los monos (Almadía, 2023); publicó la biografía de la escritora duranguense Nellie Campobello en una edición ilustrada por Estelí Meza, titulada Los nombres de Nellie (Alacraña / Libros de Mano, 2019); y el libro con fotografías de su obra plástica Treinta especies en peligro de extinción, dos flamingos, una rata, un gato, un burro y dos caballos de colores (La Duplicadora, 2023). Ha colaborado en diversas publicaciones, como Granta en Español, Tierra Adentro, la Revista de la Universidad de México y Milenio.

## Reseña biográfica
Estudió Lengua y Literaturas Hispánicas en la Universidad Nacional Autónoma de México y, posteriormente, la maestría en Letras Mexicanas en la misma universidad.
Ha dedicado sus trabajos de investigación académica a la obra de la autora Nellie Campobello, principalmente, a Cartucho. Relatos de la lucha en el Norte de México.
En 2008, comenzó su profesionalización como ilustradora. Desde entonces, ha colaborado en distintos medios editoriales. Realizó las ilustraciones del libro Cómo me convertí a la fe de las lechuzas, de Héctor Rojo (Malabar, 2019).

## Distinciones
- Ganadora (Premio Internacional de Literatura Aura Estrada, 2011)[5]
- Residente invitada (Santa Maddalena Foundation, The Gregor von Renzzori and Beatrice Monti della Corte Retreat for Writers, 2012)[6]
- Becaria (Beca Jóvenes Creadores, Fondo Nacional para la Cultura y las Artes, 2012-2013)